# Jesuitenkollegium Alt-Schottland

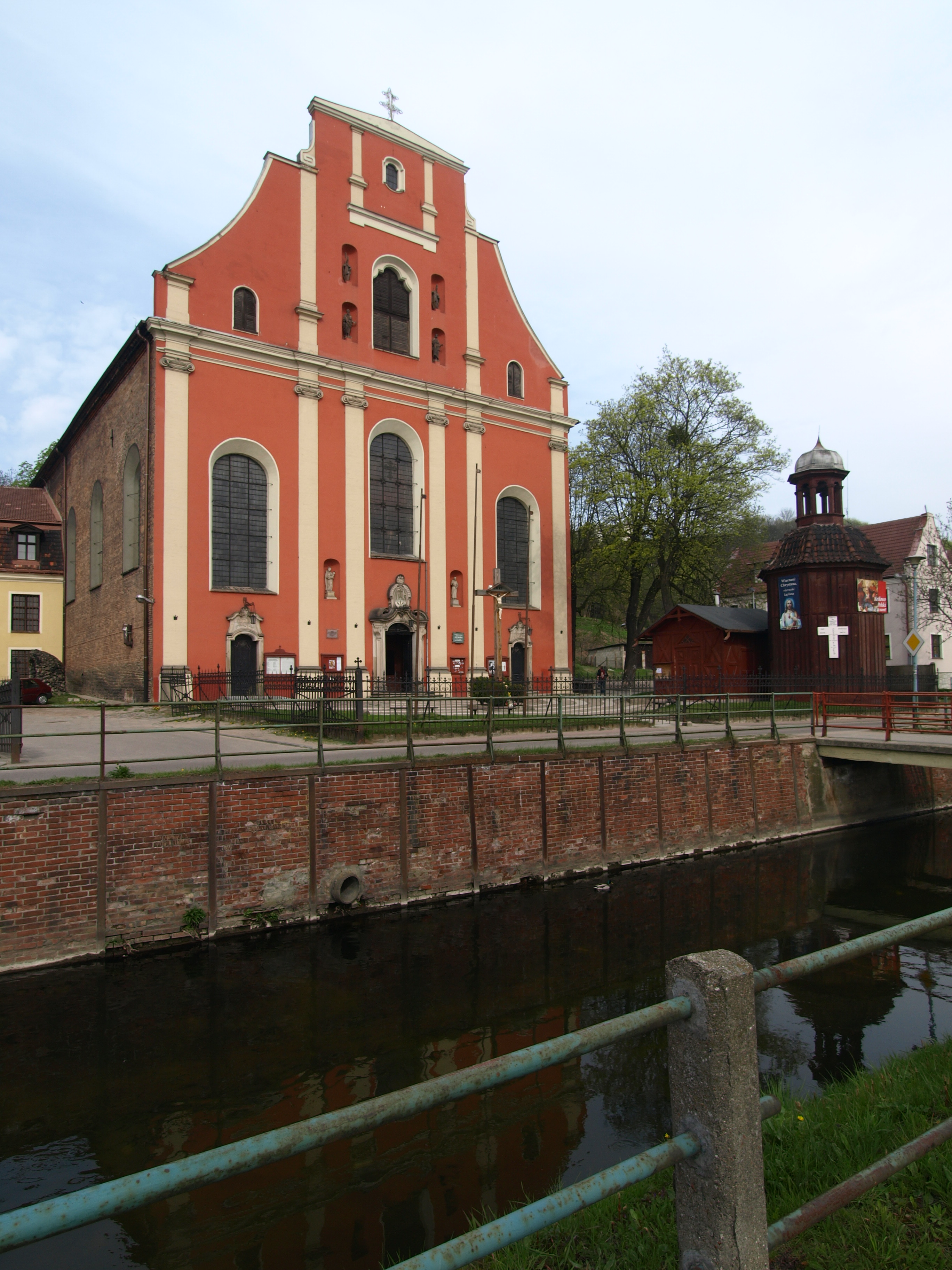
Kirche des heiligen Ignatius von Loyola

Das Collegium war eine Schule der Jesuiten in Alt-Schottland (Altschottland, Stare Szkoty) bei Danzig von 1621 bis 1780.

## Geschichte
1592 ließen sich Jesuiten aus Danzig in Alt-Schottland nieder. Dieses grenzte zwar unmittelbar an die Stadt, unterstand aber dem Bischof von Włocławek, und war  damit der Jurisdiktion der protestantischen Stadt entzogen. 
1621 gründeten sie dort eine fünfklassige Mittelschule, mit einer humanistischen Ausrichtung und Fächern wie Arithmetik, Rhetorik, Poetik und Latein. Ein Hauptanliegen war es, katholische Sichtweisen stärker zu verbreiten.
Ab etwa 1710 kamen die Fächer Theologie, 1712 Philosophie, später Geschichte, Geographie, Französisch und Deutsch hinzu. Das Collegium erhielt den Charakter einer Akademie, wurde aber nicht als solche eingestuft. Es erfreute sich hoher Beliebtheit bei Söhnen des umliegenden polnischen Adels, aber auch bei Bürgersöhnen.
Nach dem Übergang des Gebietes an das Königreich Preußen und die Auflösung des Jesuitenordens 1773 wurde das Collegium zunächst weitergeführt. 1780 wurde es in ein Akademisches Gymnasium umgewandelt, das zum Westpreussischen und Ermeländischen Schul-Institut gehörte. 1813 wurde es während der russischen Besatzung aufgelöst.
1826 wurde eine einfache Mittelschule in neuen Gebäuden eingerichtet.
Heute sind nur Teile der historischen Kirche des heiligen Ignatius von Loyola erhalten.